# 下门桥
下门桥 （德語：Untertorbrücke）是一座跨越阿勒河的石拱桥，位于瑞士伯尔尼Enge半岛最东端，连接伯尔尼老城的Mattequartier和Schosshalde区. 目前的桥梁建于1461年至1489年，是伯尔尼阿勒河上最古老的桥梁，在19世纪中叶以前，还是该市唯一的桥梁。

## 历史

### 木桥，1255年

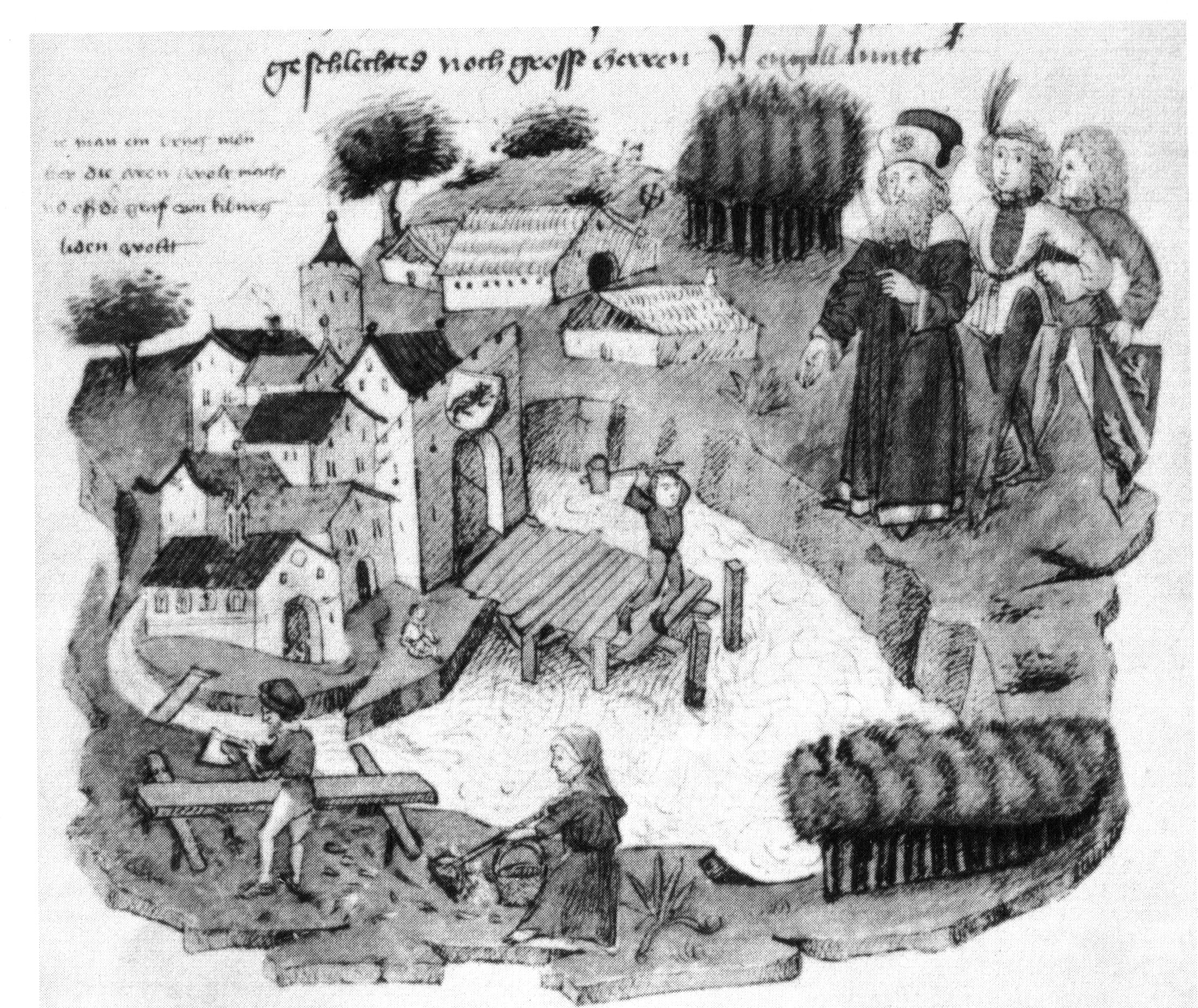
兴建木桥。右边是愤怒的哈特曼伯爵。

在1191年伯尔尼建城之后，穿越河流就成为一个迫切的需要。年轻的城市州第一次尝试在阿勒河上兴建一座木桥，引发了与控制阿勒河以东的强大的哈特曼伯爵的战争。 第一座下门桥得以在1256年完成。在1288年，它躲过了国王哈布斯堡的鲁道夫第二次围困伯尔尼的沉重打击。
这座桥用橡木建造，相信至少部分为有顶的廊桥。

### 兴建石桥，1461年
1460年的阿勒河水灾对下门桥造成严重损害，市政府决定重建一座石桥，邀请一位刚在利馬特河上建桥的苏黎世工匠修建。 到1467年3月祝圣大桥小教堂时，桥墩似乎已完成。 后来由于间歇性的战争造成财政超支，建造一度停止。1484年至1487年恢复建造，完成了防御工事，吊桥和通道。
直到1750年代，桥的防御工事曾多次改进。

### 改建，1757年和1818年
在18世纪，作为中世纪防御工事的下门桥已失去军事价值，越来越成为交通的阻碍。 1757年，桥梁及周围地区被彻底改建。 市议会采纳了一个较便宜的方案：拆除所有的防御工事，包括城垛和柱门，在桥头新建装饰性的城门，在东端建了一座巴洛克凯旋门。

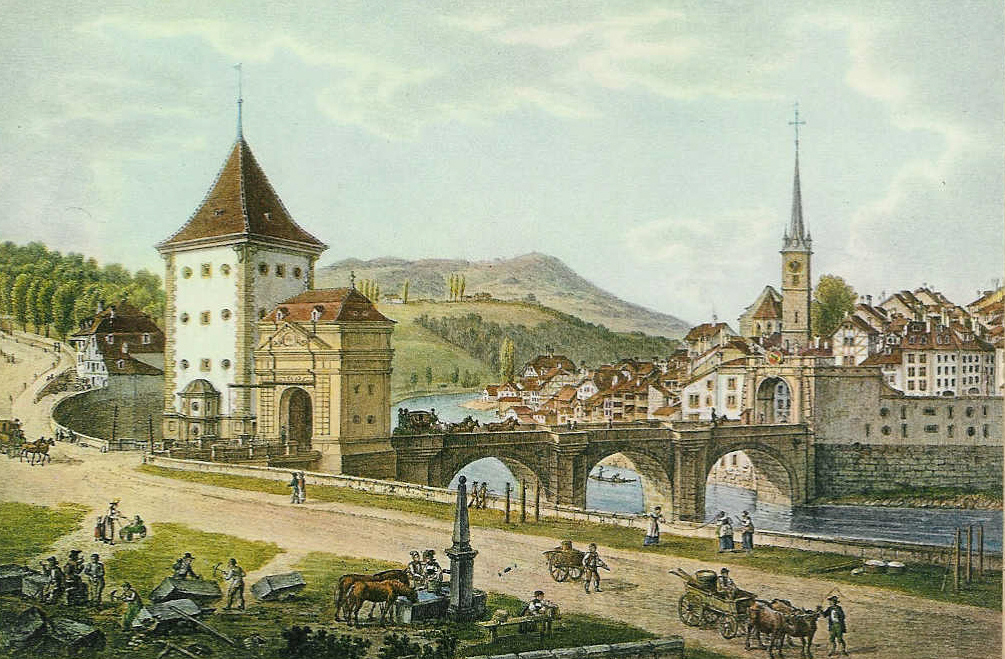
1819年

从1818年起，桥的上部发生更多的变化。砂岩护栏改为铁栏杆，内门被拆，东护城河被填，取消了外吊桥。 大桥的外观最后一个重大的更改是在1864年，拆除东城门。

## 现状
上层建筑的状态在很大程度上反映了19世纪初的状态。鹅卵石路基，包括两个汽车道，和人行道。